# بيتر ماكنزي (ممثل)
بيتر ماكنزي (بالإنجليزية: Peter McKenzie)‏ هو ممثل نيوزلندي، ولد في 1976 بويلينغتون في نيوزيلندا.

## أعمال

### أفلام
- (2001)  رفقة الخاتم[2]

## وصلات خارجية
- بيتر ماكنزي على موقع IMDb (الإنجليزية)
- بيتر ماكنزي على موقع ألو سيني (الفرنسية)
- بيتر ماكنزي على موقع قاعدة بيانات الفيلم (الإنجليزية)
- بيتر ماكنزي على موقع كينوبويسك (الروسية)